# David Logan (Basketballspieler)
David Kyle Logan (* 26. Dezember 1982 in Chicago, Illinois) ist ein ehemaliger US-amerikanisch-polnischer Basketballspieler.

## Karriere
Logan begann seine Karriere an der University of Indianapolis in der zweiten NCAA-Division. Die Fachmedien Daktronics und Division II Bulletin zeichneten ihn als besten Spieler der NCAA 2 in der Saison 2005/06 aus. Zuvor hatte Logan für Indianapolis im Verlauf des Spieljahres im Durchschnitt 28,6 Punkte je Begegnung erzielt und mit diesem Wert die NCAA 2 angeführt.
Er unterschrieb 2005 bei Nuova Pallacanestro Pavia in Italien seinen ersten Profivertrag, der jedoch bereits im Dezember 2005 wieder beendet wurde. Nach weiteren Stationen bei Hapoel MB9 Ramat HaSharon (Israel) und in seinem Heimatland bei der NBDL-Mannschaft der Fort Worth Flyers wechselte er 2007 zu Starogard Gdański nach Polen. Nach Wechseln innerhalb der polnischen Liga zu Turów Zgorzelec und Asseco Prokom Gdynia verbrachte er insgesamt vier Spieljahre in Polen.
In diesem Zeitraum debütierte er in Europas höchsten internationalen Vereinswettbewerben (2007 im ULEB Cup sowie 2008 in der EuroLeague) und erwarb die polnische Staatsbürgerschaft. 2009 und 2010 gewann er mit der polnischen Meisterschaft die ersten Titel seiner Laufbahn als Berufsbasketballspieler. Nach einer Saison in Spanien bei Caja Laboral wechselte Logan 2011 nach Griechenland zum amtierenden Euroleague-Sieger Panathinaikos Athen. Zur Saison 2012/13 zog es Logan nach Israel zu Maccabi Tel Aviv. Dort machte er erneut auch in der Euroleague auf sich aufmerksam. Zur Saison 2013/14 wechselte Logan nach Deutschland. Er unterschrieb einen Vertrag bei Alba Berlin. Für die Hauptstädter bestritt er 42 Bundesliga-Spiele, in denen er im Durchschnitt 12,7 Punkte erzielte. Logan gewann mit Berlin den deutschen Pokalwettbewerb und stand in den Endspielen um die deutsche Meisterschaft.
Nach einem Jahr in Berlin wechselte er zum italienischen Erstligisten Dinamo Basket Sassari. Mit der Mannschaft wurde er italienischer Meister und Pokalsieger. In dem Land stand Logan bis zum Ende seiner Laufbahn noch bei weiteren Vereinen unter Vertrag. Zwischenzeitlich spielte er ebenfalls in Litauen, Frankreich und Südkorea.
Ende Januar 2024 verließ er Scafati Basket abrupt und kehrte aus persönlichen Gründen in die Vereinigten Staaten zurück. Ihm wurde vorgeworfen, diesen Schritt getätigt zu haben, ohne den Verein vorher darüber in Kenntnis zu setzen. Am 1. Februar 2024 gab Logan im Alter von 41 Jahren das Ende seiner Laufbahn als Berufsbasketballspieler bekannt.

## Nationalmannschaft
2009 nahm Logan mit der Polnischen Nationalmannschaft an der Europameisterschaft im eigenen Land teil und erreichte dort die Zwischenrunde. In sechs Begegnungen erzielte Logan im Schnitt 15,5 Punkte und gab 4,5 Assists.

## Erfolge
- Polnischer Meister: 2009, 2010
- Italienischer Meister: 2015
- Griechischer Pokalsieger: 2012
- Israelischer Pokalsieger: 2012
- Deutscher Pokalsieger: 2014
- Italienischer Pokalsieger: 2015

## Auszeichnungen
- Teilnahme an Europameisterschaften: 2009
- MVP der polnischen Finalserie: 2010
- Spieler des Jahres der zweiten NCAA-Division (benannt von Daktronics und Division II Bulletin)